# Herbert W. Franke
Herbert W. Franke (n. 14 mai 1927, Viena, Republica Austriacă – d. 16 iulie 2022, Egling, Bavaria, Germania) a fost un om de știință austriac și scriitor. El este considerat a fi unul dintre cei mai importanți autori science-fiction de limba germană. El a fost, de asemenea, activ în domeniul futurologiei, speologiei precum și în grafica pe calculator sau arta digitală.

## Biografie
Franke a studiat fizica, matematica, chimia, psihologia și filosofia la Viena. El a primit doctoratul în fizica teoretică în 1950 pe baza unei dizertații privind optica electronilor.

## Lucrări
Scrierile sale au fost traduse și publicate în Bulgaria, Danemarca, Franța, Marea Britanie,  Olanda, Italia, Japonia, Iugoslavia, Mexic, Polonia, România, Suedia, Spania, Uniunea Sovietică (Rusia), Ungaria și SUA. Romanul Ypsilon Minus și unele narațiuni utopice au fost de asemenea publicate în RDG.

### Nonfiction
- Phänomen Kunst. Heinz Moos Verlag, München 1967; ediție extinsă DuMont 1974, ISBN 3-7701-0725-X; aka Kybernetische Ästhetik – Phänomen Kunst erweitert im Ernst Reinhardt Verlag, München 1979, ISBN 3-497-00889-3.
- Computergraphik – Computerkunst. Bruckmann, München 1971, ISBN 3-7654-1412-3
- cu G. Jäger: Apparative Kunst. Vom Kaleidoskop zum Computer. DuMont Schauberg, Köln, München 1973, ISBN 3-7701-0660-1.
- cu  H. G. Frank: Ästhetische Information. I. f. Kybernetik-Verlag, Berlin, Paderborn 1997.
- Animation mit Mathematica. Springer, 2002, ISBN 3-540-42372-9.
- Wildnis unter der Erde. Brockhaus, Wiesbaden 1956.
- Kunst und Konstruktion. Bruckmann 1957.
- Magie der Moleküle. Brockhaus 1958.
- Wohin kein Auge reicht. Brockhaus 1959.
- … nichts bleibt uns als das Staunen. Wilhelm Goldmann, München 1959.
- Vorstoß ins Unbegreifliche. Brockhaus 1960.
- Phänomen Technik. Brockhaus 1962.
- Die Sprache der Vergangenheit. Union Verlag, Stuttgart 1962.
- Neuland des Wissens. Union 1964.
- Der manipulierte Mensch. Brockhaus 1964.
- cu  A. Bögli: Leuchtende Finsternis : Die Wunderwelt der Höhlen. Kümmerli und Frey, Bern 1965.
- Der Mensch stammt doch vom Affen ab. Kindler Verlag, München 1966.
- Kunststoffe erobern die Welt. Spectrum Verlag, Stuttgart 1966.
- Sinnbild der Chemie. Basilius Presse, Basel 1967, und Moos 1968.
- Methoden der Geochronologie. Springer 1969.
- cu E. H. Graul: Die unbewältigte Zukunft. Kindler 1970.
- Geheimnisvolle Höhlenwelt. dva, Stuttgart 1974, ISBN 3-421-02415-4
- Kunst kontra Technik. Fischer Verlag, Frankfurt 1978, ISBN 3-596-21991-4
- In den Höhlen dieser Erde. Hoffmann & Campe, Hamburg 1978, ISBN 3-455-08906-2.
- Die Atome. Ullstein, Berlin 1980, ISBN 3-550-07914-1.
- Die Moleküle. Ullstein 1980, ISBN 3-550-07915-X.
- Die geheime Nachricht. Umschau, Frankfurt/Main 1982, ISBN 3-524-69034-3.
- Computergrafik-Galerie. Bilder nach Programm – Kunst im elektronischen Zeitalter. DuMont 1984, ISBN 3-7701-1570-8.
- cu M. P. Kage: Siliziumwelt. IBM Deutschland GmbH, Stuttgart 1985.
- cu H. Helbig: Die Welt der Mathematik. Lumea matematicii, VDI-Verlag, Düsseldorf 1988, ISBN 3-18-400792-8.
- Digitale Visionen. IBM Deutschland GmbH, 1989.
- Das P-Prinzip. Naturgesetze im Rechnenden Raum. Insel Verlag, Frankfurt/Main 1995, ISBN 3-458-16656-4.
- Wege zur Computerkunst. Edition 'die Donau hinunter', Wien, St. Peter am Wimberg 1995, ISBN 3-901233-09-1.
- Vorstoß in die Unterwelt. Bruckmann, München 2003, ISBN 3-7654-4043-4.

### Povestiri scurte
- Der grüne Komet. Goldmann 1960, ISBN 3-442-23037-3; nochmals überarbeitet Suhrkamp 1989, ISBN 3-518-38128-8.
- Einsteins Erben. Insel 1972, ISBN 3-458-15856-1; nochmals Suhrkamp 1980, ISBN 3-518-37103-7.
- Zarathustra kehrt zurück. Suhrkamp 1977, ISBN 3-518-06910-1.
- Paradies 3000. Suhrkamp 1981, ISBN 3-518-37164-9.
- Der Atem der Sonne. Suhrkamp 1986, ISBN 3-518-37765-5.
- Spiegel der Gedanken. Suhrkamp 1990, ISBN 3-518-38243-8.
- Die Zukunftsmaschine – 49 Geschichten aus 49 Jahren. Ediția  Phantastischen Bibliothek Wetzlar 2007.

### Romane
- Das Gedankennetz. Goldmann 1961, ISBN 3-442-23021-7.
  - ro.: Rețeaua gândurilor,  Editura Univers (Colecția romanelor științifico-fantastice,  #5, 1979, traducere de  Elena Andrei și I. M. Ștefan
- Der Orchideenkäfig. Goldmann 1961, ISBN 3-442-23018-7.
- Die Glasfalle. Goldmann 1962, ISBN 3-442-23041-1.
  - Capcana de sticlă, 	Editura Dacia (Colectia Andromeda #1), 1993, traducere de Lucian Hoancă[12]
- Die Stahlwüste. Goldmann 1962, ISBN 3-442-23062-4.
- Der Elfenbeinturm. Goldmann 1965, ISBN 3-442-23049-7.
- Zone Null. Kindler und Lichtenberg, München 1970, ISBN 3-7852-2002-2
  - ro.: Zona zero, Colecția romanelor științifico-fantastice nr. 11, Editura Univers, 1988. Traducere de Peter Srager.[13]
- Ypsilon minus. Suhrkamp 1976, ISBN 3-518-36858-3.
- Sirius Transit. Suhrkamp 1979, ISBN 3-518-37035-9.
- Schule für Übermenschen. Suhrkamp 1980, ISBN 3-518-37230-0.
- Tod eines Unsterblichen. Suhrkamp 1982, ISBN 3-518-37272-6.
- Transpluto. Suhrkamp 1982, ISBN 3-518-37341-2.
- Die Kälte des Weltraums. Suhrkamp 1984, ISBN 3-518-37490-7.
- Endzeit. Suhrkamp 1985, ISBN 3-518-37653-5.
- cu  Michael Weisser: Dea Alba. Suhrkamp 1988, ISBN 3-518-38009-5.
- Hiobs Stern. Suhrkamp 1988, ISBN 3-518-38088-5.
- Zentrum der Milchstraße. Suhrkamp 1990, ISBN 3-518-38195-4.
- Sphinx_2. dtv, München 2004, ISBN 3-423-24407-0.
- Cyber City Süd. dtv Premium, München 2005, ISBN 3-423-24470-4.
- Auf der Spur des Engels. dtv, München 2006, ISBN 3-423-24540-9.
- Flucht zum Mars. dtv, München 2007, ISBN 978-3-423-24600-2.

### Teatru radiofonic
- Papa Joe & Co (Kunstkopfhörspiel Bayerischer Rundfunk 1976)
- Zarathustra kehrt zurück (Süddeutscher Rundfunk 1969)
- Der Auftrag (Süddeutscher Rundfunk 1984)
- Expedition ins Niemandsland (Süddeutscher Rundfunk 1975)
- Ferngelenkt (Hessischer Rundfunk 1986)
- Im Vakuum gestrandet (Süddeutscher Rundfunk 1967)
- Keine Spur von Leben... (Bayerischer Rundfunk 1981)
- Der Magmabrunnen (Süddeutscher Rundfunk 1967)
- Meuterei auf der Venus (Süddeutscher Rundfunk 1967)
- Vergessene Worte im Jahr 2100 (2): Rakete (Deutschlandradio 1999)
- Signale aus dem Dunkelfeld (Süddeutscher Rundfunk / Bayerischer Rundfunk 1978)
- Sonntagsfahrt (Westdeutscher Rundfunk 1976)

### Piese de teatru
- Der Kristallplanet, 2007, pentru Marionettentheater Bad Tölz

În limba română au fost traduse lucrări ca Rețeaua gândurilor în 1979 (Das Gedankennetz, 1961), Zona zero în 1988 (Zone Null, 1970) sau Visul lui despre mare în 1993 (Der Traum vom Meer, 1974). În 1993 a apărut Capcana de sticlă de Herbert W. Franke, traducere de Lucian Hoancă.

## Premii
- 2007 Decorația austriacă pentru știință și artă Arhivat în 9 martie 2010, la Wayback Machine.
- 2007 Colecții de proiecte de onorare a lui Herbert W. Franke la a 80-a sa aniversare pe 14 mai
- 2002 Dr. Benno-Wolf-Preis by VdHK Arhivat în 19 iulie 2011, la Wayback Machine. (Societatea germană de speologie pentru merite în speologie)

## Colecții și expoziții
- Franke at Abteiberg Museum collection
- Franke at ZKM
- Ex machina : Frühe Computergrafik bis 1979 Arhivat în 20 octombrie 2014, la Wayback Machine. Kunsthalle Bremen